# Obrne
Obrne is een plaats in Slovenië en maakt deel uit van de gemeente Bled in de NUTS-3-regio Gorenjska. De plaats telde 66 inwoners op 1 januari 2020.